# Novovasîlivka, Peatîhatkî
Novovasîlivka (în ucraineană Нововасилівка) este un sat în comuna Palmîrivka din raionul Peatîhatkî, regiunea Dnipropetrovsk, Ucraina.

## Demografie
Componența lingvistică a localității Novovasîlivka
     Ucraineană (97,14%)
     Rusă (2,86%)
Conform recensământului din 2001, majoritatea populației localității Novovasîlivka era vorbitoare de ucraineană (97,14%), existând în minoritate și vorbitori de rusă (2,86%).